# Барахманское лесничество
Барахманское лесничество — посёлок в Ичалковском районе Республики Мордовия России. Входит в состав Берегово-Сыресевского сельского поселения.

## История
Основан в конце 1950-х годов.

## Население
| 2002 | 2010 |
| ---- | ---- |
| 44   | ↘18  |

Национальный состав
Согласно результатам переписи 2002 года, в национальной структуре населения русские составляли 46 %, мордва − 52 %